# هاكوداته (هوكايدو)

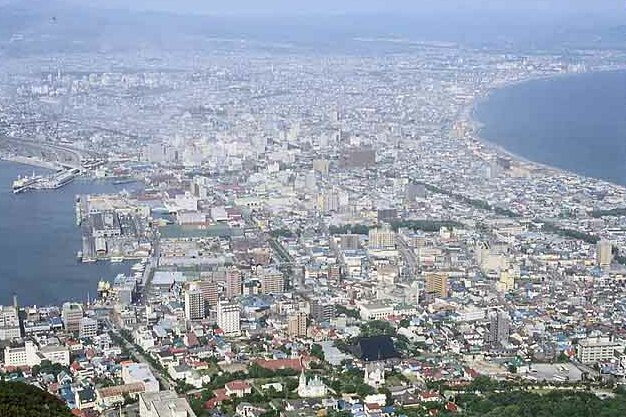
منظر لمدينة هاكوداته من قمة الجبل

هاكوداته (باليابانية: 函館市) هي مدينة في اليابان، تقع في جزيرة هوكايدو، وتتبع إداريا إلى المحافظة التي تحمل نفس الاسم (هوكايدو). مساحتها الإجمالية 677.77 كلم². بلغ عدد سكانها 287,691 نسمة (2008).
يقع ميناء المدينة على قمة الجبل ويطل على مضيق "تسوغارو"، الصيد البحري هو النشاط الاقتصادي الرئيسي في هاكوداته. من أهم صادراتها: المنتجات البحرية ومشتقاتها، الكبريت، الأرز والأخشاب.

## التاريخ
تم افتتاح ميناء هاكوداته على النشاط التجاري الخارجي لأول عام 1854 بعد توقيع اتفاقية كاناغاوا، كان الأمريكيون أول القادمين، ثم لحقت بهم البلدان الأوربية الكبرى عام 1858 بعد اتفاقية «أنسيي». فقدت المدينة دورها الرئيسي في مجال النقل البحري الدولي والتجارة، إلا أنها عوّضت ذلك بدورها الحيوي الذي تمثله اليوم في مجال الاتصالات بين جزيرة هوكايدو وجزيرة هونشو، تم وصلها بمدينة آموري في جزيرة هونشو عن طريق نفق يمر تحت البحر (سييكان).
من بين معالم المدينة، البرج الفريد الذي يعتبر الأول من نوعه في اليابان الذي يُبنى على طراز غربي، هيئته على شكل نجمة خماسية. تم الانتهاء من بنائه في عام 1864 وكان الهدف من بنائه حماية ييزو (وهو الاسم القديم لهاكوداته) من الهجمات الغربية. عندما بدأت مرحلة إصلاحات ميجي، كان الحصن آخر المعاقل التقليدية في أيدي التوكوغاوا وسقط في أيدي الجيوش النظامية عام 1869.

## المناخ
يظهر الجدول التالي التغييرات المناخية على مدار السنة لهاكوداته:
| البيانات المناخية لـهاكوداته           | البيانات المناخية لـهاكوداته | البيانات المناخية لـهاكوداته | البيانات المناخية لـهاكوداته | البيانات المناخية لـهاكوداته | البيانات المناخية لـهاكوداته | البيانات المناخية لـهاكوداته | البيانات المناخية لـهاكوداته | البيانات المناخية لـهاكوداته | البيانات المناخية لـهاكوداته | البيانات المناخية لـهاكوداته | البيانات المناخية لـهاكوداته | البيانات المناخية لـهاكوداته | البيانات المناخية لـهاكوداته |
| الشهر                                  | يناير                        | فبراير                       | مارس                         | أبريل                        | مايو                         | يونيو                        | يوليو                        | أغسطس                        | سبتمبر                       | أكتوبر                       | نوفمبر                       | ديسمبر                       | المعدل السنوي                |
| -------------------------------------- | ---------------------------- | ---------------------------- | ---------------------------- | ---------------------------- | ---------------------------- | ---------------------------- | ---------------------------- | ---------------------------- | ---------------------------- | ---------------------------- | ---------------------------- | ---------------------------- | ---------------------------- |
| الدرجة القصوى °م (°ف)                  | 9.9 (49.8)                   | 13.6 (56.5)                  | 16.6 (61.9)                  | 23.0 (73.4)                  | 28.0 (82.4)                  | 29.1 (84.4)                  | 32.6 (90.7)                  | 33.6 (92.5)                  | 32.6 (90.7)                  | 24.9 (76.8)                  | 20.7 (69.3)                  | 16.3 (61.3)                  | 33.6 (92.5)                  |
| الحد الأقصى المتوسط °م (°ف)            | 6.9 (44.4)                   | 7.5 (45.5)                   | 12.0 (53.6)                  | 18.8 (65.8)                  | 23.3 (73.9)                  | 26.0 (78.8)                  | 28.8 (83.8)                  | 30.5 (86.9)                  | 27.7 (81.9)                  | 22.0 (71.6)                  | 17.5 (63.5)                  | 10.9 (51.6)                  | 30.7 (87.3)                  |
| متوسط درجة الحرارة الكبرى °م (°ف)      | 0.7 (33.3)                   | 1.5 (34.7)                   | 5.3 (41.5)                   | 11.8 (53.2)                  | 16.5 (61.7)                  | 19.9 (67.8)                  | 23.4 (74.1)                  | 25.8 (78.4)                  | 22.7 (72.9)                  | 16.8 (62.2)                  | 9.7 (49.5)                   | 3.3 (37.9)                   | 13.1 (55.6)                  |
| المتوسط اليومي °م (°ف)                 | −2.6 (27.3)                  | −2.1 (28.2)                  | 1.4 (34.5)                   | 7.2 (45.0)                   | 11.9 (53.4)                  | 15.8 (60.4)                  | 19.7 (67.5)                  | 22.0 (71.6)                  | 18.3 (64.9)                  | 12.2 (54.0)                  | 5.7 (42.3)                   | 0.0 (32.0)                   | 9.1 (48.4)                   |
| متوسط درجة الحرارة الصغرى °م (°ف)      | −6.2 (20.8)                  | −5.9 (21.4)                  | −2.6 (27.3)                  | 2.6 (36.7)                   | 7.5 (45.5)                   | 12.1 (53.8)                  | 16.6 (61.9)                  | 18.7 (65.7)                  | 14.1 (57.4)                  | 7.4 (45.3)                   | 1.4 (34.5)                   | −3.5 (25.7)                  | 5.2 (41.3)                   |
| الحد الأدنى المتوسط °م (°ف)            | −11.7 (10.9)                 | −11.7 (10.9)                 | −8.2 (17.2)                  | −2.4 (27.7)                  | 2.5 (36.5)                   | 7.2 (45.0)                   | 12.0 (53.6)                  | 14.5 (58.1)                  | 8.2 (46.8)                   | 1.2 (34.2)                   | −4.7 (23.5)                  | −9.3 (15.3)                  | −12.7 (9.1)                  |
| أدنى درجة حرارة °م (°ف)                | −17.9 (−0.2)                 | −17.5 (0.5)                  | −15 (5)                      | −8.0 (17.6)                  | −1.7 (28.9)                  | 3.6 (38.5)                   | 6.8 (44.2)                   | 10.2 (50.4)                  | 2.8 (37.0)                   | −2.7 (27.1)                  | −9.7 (14.5)                  | −14.1 (6.6)                  | −17.9 (−0.2)                 |
| الهطول مم (إنش)                        | 77.2 (3.04)                  | 59.3 (2.33)                  | 59.3 (2.33)                  | 70.1 (2.76)                  | 83.6 (3.29)                  | 72.9 (2.87)                  | 130.3 (5.13)                 | 153.8 (6.06)                 | 152.5 (6.00)                 | 100.0 (3.94)                 | 108.2 (4.26)                 | 84.7 (3.33)                  | 1٬151٫9 (45.34)              |
| متوسط تساقط الثلوج سم (إنش)            | 118 (46)                     | 90 (35)                      | 53 (21)                      | 4 (1.6)                      | 0 (0)                        | 0 (0)                        | 0 (0)                        | 0 (0)                        | 0 (0)                        | 0 (0)                        | 27 (11)                      | 86 (34)                      | 378 (148.6)                  |
| متوسط الأيام المثلجة                   | 27.8                         | 23.9                         | 19.7                         | 4.0                          | 0                            | 0                            | 0                            | 0                            | 0                            | 0.6                          | 10.1                         | 23.2                         | 109.3                        |
| متوسط الرطوبة النسبية (%)              | 73                           | 71                           | 68                           | 67                           | 73                           | 79                           | 82                           | 81                           | 76                           | 72                           | 71                           | 72                           | 74                           |
| ساعات سطوع الشمس الشهرية               | 103.4                        | 119.3                        | 157.6                        | 187.7                        | 193.5                        | 173.3                        | 135.6                        | 149.5                        | 158.1                        | 167.5                        | 109.7                        | 92.9                         | 1٬748٫1                      |
| المصدر #1: Japan Meteorological Agency |                              |                              |                              |                              |                              |                              |                              |                              |                              |                              |                              |                              |                              |
| المصدر #2: Weather Base (records)      |                              |                              |                              |                              |                              |                              |                              |                              |                              |                              |                              |                              |                              |

## توأمة
لهاكوداته (هوكايدو) اتفاقيات توأمة مع كل من:
- فلاديفوستوك (28 يوليو 1992 - )
- يوجنو-ساخالينسك (27 سبتمبر 1997 - )
- تيانجين (18 أكتوبر 2001 - )
- City of Lake Macquarie [الإنجليزية]‏ (31 يوليو 1992 - )
- غويانغ (1 أغسطس 2011 - )
- هاليفاكس
- آوموري

## أعلام
- تورو موري
- كوجي أوياما
- كازو أونو
- يوميكو كاواهارا
- بن غوتو